# 全国「精神病」者集団
全国「精神病」者集団（ぜんこくせいしんびょうしゃしゅうだん）は、1974年に結成された精神障害者個人及び団体で構成される全国組織である。英語名はJapan National Group of Mentally Disabled People。 世界精神医療ユーザー・サバイバーネットワーク加盟団体であった。
2018年3月、2018年5月から2つの団体として活動を開始することについて合意した。甲集団は全国「精神病」者集団をそのまま名乗り、乙集団は「精神障害者権利主張センター・絆」へと名称変更をした。2021年6月現在、乙集団は、甲集団による全国「精神病」者集団の名称使用を確認書に定められた債務の不履行に当たると主張しており一方の甲集団は名称不使用の債務の不存在を主張した。
2022年12月23日、東京地方裁判所は、確認書が被告らに名称不使用の債務を課したものではなく、確認書に従った対応をしていることから、被告らに原告が主張するような義務違反はないとして原告の請求を棄却する判決を言い渡した。原告は、控訴をしないことで東京地方裁判所判決の確定に応じた。2023年12月、甲集団は乙集団に向けて共闘を呼び掛ける文書を発送し、事態は収束をむかえることとなった。

## 概要
1974年5月に結成した精神障害者の個人及び団体で構成される全国組織・連合体である。構成員は、すべて精神障害者であり、精神障害者のみによって運営されている。精神障害者の世界組織である世界精神医療ユーザー・サバイバーネットワーク加盟団体であった（2018年4月まで。以後は確認できない）。 精神障害者の利益を代表して、精神保健福祉法の非自発的入院制度や成年後見制度に反対し、障害者権利条約の完全履行に向けた取り組みをしていた。 日常の活動は主に、精神科病院への訪問面会、生活保護や障害年金の獲得への協力、交流会の開催といった精神障害者同士の互助を中心としたセルフヘルプ活動の連絡と実践である。結成当初は、精神障害者と犯罪を結びつける刑法改正による保安処分の新設に対して反対の立場を示し、差別や偏見の克服のためにさまざまな取り組みをおこなっていた。

### 全国「精神病」者集団が規定する原則
- 「精神病」者の生命の遵守
- 「精神病」者の権利主張
- 「精神病」者総体の利益追求
- 助け合い、連帯し、上記目的を達成する[7]

### つながり（2018年4月まで）
- 世界精神医療ユーザー・サバイバーネットワーク正会員
- 日本障害フォーラム　オブザーバー会員
- 全国障害者解放運動連絡会議（共闘関係）

## 参考著作
- 「精神医療」長野英子・一の門ヨーコ（現代書館）
- 「精神医療ユーザーのめざすもの−欧米のセルフヘルプ活動」（解放出版社）
- 「『精神障害者』の解放と連帯」吉田おさみ（新泉社）
- 「“狂気”からの反撃――精神医療解体運動への視点」吉田おさみ（新泉社）
- 「わが主イエス・キリスト」菅原ぺて呂（聖書の友社）
- 「大地に伏―精神障害者の求道記」菅原ぺて呂（拍樹社）
- 「分裂病の社会学Ⅱ――病者の解放のために」香川悟（素人社）